# Мигли
Мигли (арабский مغلي) — ливанский традиционный десерт, чаще всего приготовляемый на празднование рождения ребёнка и на Рождество.

## Состав
Мигли состоит из рисовой муки, сахара, тмина и аниса. После приготовления десерт можно украсить сверху (как наиболее принято) кокосовой стружкой, изюмом, кедровыми орехами, кешью, миндалём, грецкими орехами, фисташками (несолёными).